# U-16 (tàu ngầm Đức) (1936)
U-16 là một tàu ngầm duyên hải  Lớp Type II thuộc phân lớp Type IIB được Hải quân Đức Quốc Xã chế tạo trước Chiến tranh Thế giới thứ hai sau khi bãi bỏ những điều khoản của Hiệp ước Versailles vốn cấm Đức sở hữu tàu ngầm. Những tàu ngầm Type II vốn quá nhỏ để có thể tiến hành các chiến dịch cách xa căn cứ nhà, nên U-16 đã đảm nhiệm vai trò tàu huấn luyện tại các trường tàu ngầm Đức. Được huy động do tình trạng thiếu hụt tàu ngầm sau khi xung đột bùng nổ, nó thực hiện được ba chuyến tuần tra và đánh chìm hai tàu với tổng tải trọng 3.465 tấn, cho đến khi bị mất tại eo biển Manche vào cuối năm 1939.

## Thiết kế và chế tạo
Phân lớp Type IIB là một phiên bản mở rộng của Type IIA trước đó. Chúng có trọng lượng choán nước 279 t (275 tấn Anh) khi nổi và 328 t (323 tấn Anh) khi lặn); tuy nhiên tải trọng tiêu chuẩn được công bố chỉ có 250 tấn Anh (254 t). Chúng có chiều dài chung 42,70 m (140 ft 1 in), lớp vỏ trong chịu áp lực dài 28,20 m (92 ft 6 in), mạn tàu rộng 4,08 m (13 ft 5 in), chiều cao 8,60 m (28 ft 3 in) và mớn nước 3,90 m (12 ft 10 in).
Chúng trang bị hai động cơ diesel MWM RS 127 S 6-xy lanh 4 thì công suất 700 mã lực mét (510 kW; 690 shp) để đi đường trường và hai động cơ/máy phát điện Siemens-Schuckert PG VV 322/36 tổng công suất 460 mã lực mét (340 kW; 450 shp) để lặn, hai trục chân vịt và hai chân vịt đường kính 0,85 m (3 ft). Các con tàu có thể lặn đến độ sâu 80–150 m (260–490 ft). Chúng đạt được tốc độ tối đa 12 kn (22 km/h) trên mặt nước và 6,9 kn (12,8 km/h) khi lặn,  với tầm hoạt động tối đa 3.800 nmi (7.000 km) khi đi tốc độ đường trường 8 kn (15 km/h), và 35–42 nmi (65–78 km) ở tốc độ 4 kn (7,4 km/h) khi lặn.
Vũ khí trang bị bao gồm ba ống phóng ngư lôi 53,3 cm (21 in) trước mũi, mang theo tổng cộng năm quả ngư lôi hoặc cho đến 12 quả thủy lôi TMA. Một pháo phòng không 2 cm (0,79 in) cũng được trang bị trên boong tàu. Thủy thủ đoàn bao gồm 25 sĩ quan và thủy thủ.
U-16 được đặt hàng vào ngày 2 tháng 2, 1935. Nó được đặt lườn tại xưởng tàu của hãng Deutsche Werke tại Kiel vào ngày 5 tháng 8, 1935, hạ thủy vào ngày 28 tháng 4, 1936, và nhập biên chế cùng Hải quân Đức Quốc Xã vào ngày 16 tháng 5, 1936 dưới quyền chỉ huy của Hạm trưởng, Đại úy Hải quân Heinz Beduhn.

## Lịch sử hoạt động
U-16 đã đảm nhiệm vai trò tàu huấn luyện tại các trường tàu ngầm Đức. Được huy động do tình trạng thiếu hụt tàu ngầm sau khi xung đột bùng nổ, nó thực hiện được ba chuyến tuần tra trong chiến tranh. Từ ngày 2 tháng 9 đến ngày 25 tháng 10, U-16 tham gia rải thủy lôi tại vùng biển mở và trong eo biển Manche nhằm đe dọa tàu bè Đồng Minh. Vào ngày 28 tháng 9, 1939, U-16 đã đánh chìm tàu buôn Thụy Điển Nyland (3.378 tấn). Sau đó tàu chiến phụ trợ Sainte Claire (57 tấn) bị đánh chìm bởi một trong những quả mìn do U-16 rải vào ngày 21 tháng 11, 1939.
Vào ngày 25 tháng 10, 1939, U-16 băng qua eo biển Dover khi nó bị các tàu sà lúp HMS Puffin và tàu đánh cá HMS Cayton Wyke tấn công. Trong khi tìm các né tránh các quả mìn sâu thả xuống, U-16 mắc cạn tại dãi đá ngầm Goodwin Sands, khiến toàn bộ 28 thành viên thủy thủ đoàn trên tàu đều thiệt mạng. 

### Tóm tắt chiến công
U-16 đã đánh chìm một tàu buôn đối phương tải trọng 3.378 gross register tons (GRT) cùng một tàu chiến phụ trợ tải trọng 57 tấn:
| Ngày              | Tên tàu     | Quốc tịch     | Tải trọng | Số phận            |
| ----------------- | ----------- | ------------- | --------- | ------------------ |
| 28 tháng 9, 1939  | Nyland      | Sweden        | 3.378     | Bị đánh chìm       |
| 21 tháng 11, 1939 | Ste. Claire | Hải quân Pháp | 57        | Bị đánh chìm (mìn) |